# Canon PowerShot A
Canon PowerShot A es la línea genérica de cámaras digitales de la empresa Canon. La serie A agrupan las cámaras compactas de bajo coste y equipos prosumidores de mayor calidad, siendo superados por la serie G.

## Modelos
La serie comenzó con el modelo A5, cuyos equipos de bajo presupuesto eran capaces de sacar fotos. La serie continuó con los modelos AXX con control manual de enfoque (en la mayoría de los equipos) en un cuerpo bastante voluminoso. Las cámaras de la serie A100/200/3xx/4xx redujeron su tamaño con soporte limitado en el modo manual. La serie Axx se complementa con los equipos A5xx (reemplazados por A1xxx), A6xx, y los modelos A7xx (este último sustituido por A2xxx).Esta lista está ordenada por la inicial del modelo:
| Modelo                  | Publicación (fecha) | Sensor resolución, tamaño, tipo | Objetivo (35 mm equiv) zum, apertura | Procesador de imágenes | Pantalla LCD tamaño, pixeles | Memoria integrada                  | Tamaño Largo x ancho x altura (mm) | Peso (cobertura, g) | Representación | Notas |
| A5 series               | A5 series           | A5 series                       | A5 series                            | A5 series              | A5 series                    | A5 series                          | A5 series                          | A5 series           | A5 series | A5 series |
| ----------------------- | ------------------- | ------------------------------- | ------------------------------------ | ---------------------- | ---------------------------- | ---------------------------------- | ---------------------------------- | ------------------- | --- | --- |
| A5                      | Abril de 1998       | 1 MP 1024 × 768 1/3" CCD        | 35 mm                                |                        | 2" fijo                      | CF                                 | 105 × 68 × 33                      | 240                 | | [ 1 ] |
| A5 zum                  | Octubre de 1998     | 1 MP 1024 × 768 1/3" CCD        | 28–70 mm (2.5×) f/2.6–4.0            | 103 × 68 × 37          | 2" fijo                      | CF                                 | 260                                |                     | Capacidad de zum | |
| A50                     | Abril de 1999       | 1 MP 1280 × 960 1/2.7" CCD      | 28–70 mm (2.5×) f/2.6–4.0            | 103 × 68 × 37          | 2" fijo                      | CF                                 | 260                                |                     | [ 3 ] | |
| Axx series              |                     |                                 |                                      |                        |                              |                                    |                                    |                     | | |
| A10                     | mayo de 2001        | 1.3 MP 1/2.7"                   | 35–105 mm (3×)                       |                        | 1.5" fijo                    | CF                                 | 110.3 × 71.0 × 37.6                | 250                 | | Nuevo diseño en toda su cubierta |
| A20                     | mayo de 2001        | 2.0 MP 1/2.7"                   | 35–105 mm (3×)                       |                        | 1.5" fijo                    | CF                                 | 110.3 × 71.0 × 37.6                | 250                 | | Nuevo diseño en toda su cubierta |
| A30                     | marzo de 2002       | 1.3 MP 1/2.7"                   | 35–105 mm (3×)                       |                        | 1.5" fijo                    | CF                                 | 110.3 × 71.0 × 37.6                | 250                 | | |
| A40                     | marzo de 2002       | 2.0 MP 1/2.7"                   | 35–105 mm (3×)                       |                        | 1.5" fijo                    | CF                                 | 110.3 × 71.0 × 37.6                | 250                 | | |
| A60                     | marzo de 2003       | 2.0 MP 1/2.7"                   | 35–105 mm (3×)                       | 101.0 × 64.0 × 31.5    | 1.5" fijo                    | CF                                 | 215                                |                     | Más pequeño y ligero. La cámaras Canon PowerShot modelos A60 y A70 fueron los primeros modelos de cámaras digitales, de su clase, en destacar la apertura y enfoque con control manual avanzado. | |
| A70                     | marzo de 2003       | 3.2 MP 1/2.7"                   | 35–105 mm (3×)                       | 101.0 × 64.0 × 31.5    | 1.5" fijo                    | CF                                 | 215                                |                     | Más pequeño y ligero. La cámaras Canon PowerShot modelos A60 y A70 fueron los primeros modelos de cámaras digitales, de su clase, en destacar la apertura y enfoque con control manual avanzado. | |
| A80                     | Octubre de 2003     | 4.0 MP 1/1.8"                   | 38–114 mm (3×)                       | 1.5" vari-angle        | 103.1 × 64.4 × 34.7          | CF                                 | 250                                |                     | Incluye pantalla LCD girable | |
| A75                     | Marzo de 2004       | 3.2 MP 1/2.7"                   | 35–105 mm (3×)                       | 1.8" fijo              | 101.0 × 64.0 × 31.5          | CF                                 | 200                                |                     | Agrre rediseñado, botón para imprimir y compartir | |
| A85                     | septiembre de 2004  | 4.0 MP 1/2.7"                   | 35–105 mm (3×)                       | 1.8" fijo              | 101.0 × 64.0 × 31.5          | CF                                 | 200                                |                     | Agrre rediseñado, botón para imprimir y compartir | |
| A95                     | septiembre de 2004  | 5.0 MP 1/1.8"                   | 38–114 mm (3×)                       | 1.8" multi-angular     | 103.1 × 64.4 × 34.7          | CF                                 | 250                                |                     | Versión mejorada de A80 | |
| Modelo                  | Publicación (fecha) | Sensor resolución, tamaño, tipo | Objetivo (35 mm equiv) zum, apertura | Procesador de imágenes | Pantalla LCD tamaño, pixeles | Memoria integrada                  | Tamaño Largo x ancho x altura (mm) | Peso (cobertura, g) | Representación | Notas |
| Series A100/200/3xx/4xx |                     |                                 |                                      |                        |                              |                                    |                                    |                     | | |
| A100                    | Abril de 2002       | 1.2 MP 1/2.7"                   | 39 mm                                |                        | 1.2"                         | CF                                 | 110 × 58 × 36.6                    | 175                 | | Nueva serie de gama baja con forma diferente en su cuerpo, sin zum óptico. |
| A200                    | Junio de 2002       | 2.0 MP 1/3.2"                   | 39 mm                                | 1.5"                   |                              | CF                                 | 110 × 58 × 36.6                    | 175                 | | |
| A300                    | Abril de 2003       | 3 2 MP 1/2.7"                   | 33 mm                                | 1.5"                   |                              | CF                                 | 110 × 58 × 36.6                    | 175                 | Nueva lente de cubierta deslizante | |
| A310                    | Marzo de 2004       | 3 2 MP 1/2.7"                   | 33 mm                                | 1.5"                   |                              | CF                                 | 110 × 58 × 36.6                    | 175                 | Botón imprimir/compartir | |
| A400                    | Septiembre de 2004  | 3.2 MP 1/3.2"                   | 45–100 mm (2.2×)                     | 1.5"                   | SD                           | 107.0 × 53.4 × 36.8                | 165                                |                     | Zum óptico | |
| A410                    | Septiembre de 2005  | 3.2 MP 1/3.2"                   | 41–131 mm (3.2×)                     | 1.5"                   | SD                           | DIGIC II                           | 103 × 51.8 × 40.3                  | 150                 | | Primer modelo de la serie A4xx con DIGIC II |
| A420                    | febrero de 2006     | 4.0 MP 1/3"                     | 39–125 mm (3.2×)                     | 1.8"                   | SD                           | DIGIC II                           | 103 × 51.8 × 40.3                  | 150                 | | Lanzado solo en Europa, no en los Estados Unidos |
| A430                    | febrero de 2006     | 4.0 MP 1/3"                     | 38–152 mm (4.0×)                     | 1.8"                   | SD                           | DIGIC II                           | 103 × 51.8 × 40.3                  | 150                 | | Mostrado en EUA; primera de la serie A4xx con micrófono integrado. |
| A450                    | Febrero de 2007     | 5.0 MP 2592 × 1944 1/3" CCD     | 38–122 mm (3.2×) f/2.8–5.1           | 2.0" 86,000            | SD, SDHC, MMC                | DIGIC II                           | 106 × 52 × 40                      | 165                 | | [ 4 ] |
| A460                    | Marzo de 2007       | 5.0 MP 2592 × 1944 1/3" CCD     | 38–152 mm (4.0×) f/2.8–5.8           | 2.0" 86,000            | SD, SDHC, MMC                | DIGIC II                           | 106 × 52 × 40                      | 165                 | | [ 4 ] |
| A470                    | Enero de 2008       | 7.1 MP 3072 × 2304 1/2.5" CCD   | 38–132 mm (3.4×) f/3.0–5.8           | DIGIC III              | 2.5" 115,000                 | SD, SDHC, MMC, MMC+, HC MMC+       | 105 × 55 × 41                      | 165                 | | [ 5 ] |
| A480                    | Marzo de 2009       | 10.0 MP 3648 × 2736 1/2.3" CCD  | 37–122 mm (3.3×) f/3.0–5.8           | DIGIC III              | 2.5" 115,000                 | SD, SDHC, MMC, MMC+, HC MMC+       | 92 × 62 × 31                       | 140                 | | [ 6 ] |
| A490                    | Febrero de 2010     | 10.0 MP 3648 × 2736 1/2.3" CCD  | 37–122 mm (3.3×) f/3.0–5.8           | DIGIC III              | 2.5" 115,000                 | SD, SDHC, SDXC, MMC, MMC+, HC MMC+ | 94 × 62 × 31                       | 135                 | | [ 7 ] |
| A495                    | Febrero de 2010     | 10.0 MP 3648 × 2736 1/2.3" CCD  | 37–122 mm (3.3×) f/3.0–5.8           | DIGIC III              | 2.5" 115,000                 | SD, SDHC, SDXC, MMC, MMC+, HC MMC+ | 94 × 62 × 31                       | 135                 | | [ 7 ] |
| A5xx series             |                     |                                 |                                      |                        |                              |                                    |                                    |                     | | |
| A510                    | marzo de 2005       | 3.2 MP 2048 × 1536 1/2.5" CCD   | 35–140 mm (4×) f/2.6–5.5             |                        | 1.8" 115,000                 | SD                                 | 91 × 64 × 38                       | 180                 | | Nueva imagen compacta con el cuerpo más ligero; sustituyendo a A75 |
| A520                    | marzo de 2005       | 4.0 MP 2272 × 1704 1/2.5" CCD   | 35–140 mm (4×) f/2.6–5.5             |                        | 1.8" 115,000                 | SD                                 | 91 × 64 × 38                       | 180                 | Nueva imagen compacta e el cuerpo más ligero; en reemplazo a A75 | |
| A530                    | febrero de 2006     | 5.0 MP 2592 × 1944 1/2.5" CCD   | 35–140 mm (4×) f/2.6–5.5             | DIGIC II               | 1,8" 77,000                  | SD                                 | 90 × 64 × 43                       | 170                 | | Los modelos A5xx eliminaron los lentes convertibles y el soporte para funcionalidades manuales. Solo algunas cámaras de mayor coste de la misma gama soportaban lentes intercambiables y modos manuales. Circuito DIGIC II |
| A540                    | febrero de 2006     | 6.0 MP 2816 × 2112 1/2.5" CCD   | 35–140 mm (4×) f/2.6–5.5             | DIGIC II               | 2.5" 85,000                  | SD                                 | 90 × 64 × 43                       | 180                 | | Los modelos A5xx eliminaron los lentes convertibles y el soporte para funcionalidades manuales. Solo algunas cámaras de mayor coste de la misma gama soportaban lentes intercambiables y modos manuales. Circuito DIGIC II |
| A550                    | marzo de 2007       | 7.1 MP 3072 × 2304 1/2.5" CCD   | 35–140 mm (4×) f/2.6–5.5             | DIGIC II               | 2.0" 86,000                  | SD, SDHC, MMC                      | 91 × 64 × 43                       | 160                 | | Modelo de gama baja |
| A560                    | marzo de 2007       | 7.1 MP 3072 × 2304 1/2.5" CCD   | 35–140 mm (4×) f/2.6–5.5             | DIGIC III              | 2.5" 115,000                 | SD, SDHC, MMC                      | 91 × 64 × 43                       | 165                 | | Era uno de los pocos dispositivos del modelo A5xx que contaban lentes intercambiables y modos manuales |
| A570 IS                 | marzo de 2007       | 7.1 MP 3072 × 2304 1/2.5" CCD   | 35–140 mm (4×) f/2.6–5.5             | DIGIC III              | 2.5" 115,000                 | SD, SDHC, MMC                      | 90 × 64 × 43                       | 175                 | | Estabilizador de imagen incorporado. |
| A580                    | enero de 2008       | 8.0 MP 3264 × 2448 1/2.5" CCD   | 35–140 mm (4×) f/2.6–5.5             | DIGIC III              | 2.5" 115,000                 | SD, SDHC, MMC, MMC+, HC MMC+       | 94 × 65 × 41                       | 175                 | | Modelo de gama media, también carece de soporte para lentes intercambiables y modos manuales. |
| A590 IS                 | enero de 2008       | 8.0 MP 3264 × 2448 1/2.5" CCD   | 35–140 mm (4×) f/2.6–5.5             | DIGIC III              | 2.5" 115,000                 | SD, SDHC, MMC, MMC+, HC MMC+       | 94 × 65 × 41                       | 175                 | | Incluye Added Motion Detection Technology, corrección de ojos rojos, soporte completo de modos manuales. |
| Modelo                  | Publicación (fecha) | Sensor resolución, tamaño, tipo | Objetivo (35 mm equiv) zum, apertura | Procesador de imágenes | Pantalla LCD tamaño, pixeles | Memoria integrada                  | Tamaño Largo x ancho x altura (mm) | Peso (cobertura, g) | Representación | Notas |
| A6xx series             |                     |                                 |                                      |                        |                              |                                    |                                    |                     | | |
| A610                    | octubre de 2005     | 5.0 MP 2592 × 1944 1/1.8" CCD   | 35–140 mm (4×) f/2.8–4.1             | DIGIC II               | 2.0" vari-angle 115,000      | SD, MMC                            | 105 × 66 × 49                      | 235                 | | En reemplazo de A95 |
| A620                    | octubre de 2005     | 7.1 MP 3072 × 2304 1/1.8" CCD   | 35–140 mm (4×) f/2.8–4.1             | DIGIC II               | 2.0" vari-angle 115,000      | SD, MMC                            | 105 × 66 × 49                      | 235                 | | En reemplazo de A95 |
| A630                    | septiembre de 2006  | 8.0 MP 3264 × 2448 1/1.8" CCD   | 35–140 mm (4×) f/2.8–4.1             | DIGIC II               | 2.5" multi-angular 115,000   | SD, SDHC, MMC                      | 109 × 66 × 49                      | 245                 | | Cubierta plateada |
| A640                    | septiembre de 2006  | 10.0 MP 3648 × 2736 1/1.8" CCD  | 35–140 mm (4×) f/2.8–4.1             | DIGIC II               | 2.5" multi-angular 115,000   | SD, SDHC, MMC                      | 109 × 66 × 49                      | 245                 | | Cubierta de color negro. |
| A650 IS                 | Agosto de 2007      | 12.1 MP 4000 × 3000 1/1.7" CCD  | 35–210 mm (6×) f/2.8–4.8             | DIGIC III              | 2.5" multi-angular 115,000   | SD, SDHC, MMC, MMC+, HC MMC+       | 112 × 68 × 56                      | 200                 | | Añadido estabilización de imagen, incremento de sensibilidad CCD a ISO 1600 y DIGIC III. |
| A7xx series             |                     |                                 |                                      |                        |                              |                                    |                                    |                     | | |
| A700                    | Abril de 2006       | 6.0 MP 2816 × 2112 1/2.5" CCD   | 35–210 mm (6×) f/2.8–4.8             | DIGIC II               | 2.5" 115,000                 | SD, MMC                            | 95 × 67 × 43                       | 200                 | | Compacto, cubierta ligera; en reemplazo a A85 |
| A710 IS                 | Septiembre de 2006  | 7.1 MP 3072 × 2304 1/2.5" CCD   | 35–210 mm (6×) f/2.8–4.8             | DIGIC II               | 2.5" 115,000                 | SD, SDHC, MMC                      | 98 × 67 × 41                       | 210                 | | Imagen de estabilización de alta |
| A720 IS                 | Agosto de 2007      | 8.0 MP 3264 × 2448 1/2.5" CCD   | 35–210 mm (6×) f/2.8–4.8             | DIGIC III              | 2.5" 115,000                 | SD, SDHC, MMC, MMC+, HC MMC+       | 97 × 67 × 42                       | 200                 | | Máxima sensibilidad de CCD a ISO 1600 y DIGIC III. |
| Modelo                  | Publicación (fecha) | Sensor resolución, tamaño, tipo | Objetivo (35 mm equiv) zum, apertura | Procesador de imágenes | Pantalla LCD tamaño, pixeles | Memoria integrada                  | Tamaño Largo x ancho x altura (mm) | Peso (cobertura, g) | Representación | Notas |
| A1xxx Series            |                     |                                 |                                      |                        |                              |                                    |                                    |                     | | |
| A1000 IS                | Agosto de 2008      | 10.0 MP 3648 × 2736 1/2.3" CCD  | 35–140 mm (4×) f/2.7–5.6             | DIGIC III              | 2.5" 115,000                 | SD, SDHC, MMC, MMC+, HC MMC+       | 96 × 63 × 31                       | 155                 | | Reemplazó a A590 IS, con nuevo diseño más delgado en cubierta, sin controles manuales. |
| A1100 IS                | Marzo de 2009       | 12.1 MP 4000 × 3000 1/2.3" CCD  | 35–140 mm (4×) f/2.7–5.6             | DIGIC 4                | 2.5" 115,000                 | SD, SDHC, MMC, MMC+, HC MMC+       | 96 × 63 × 31                       | 155                 | | [ 20 ] |
| A2xxx Series            |                     |                                 |                                      |                        |                              |                                    |                                    |                     | | |
| A2000 IS                | Agosto de 2008      | 10.0 MP 3648 × 2736 1/2.3" CCD  | 36–216 mm (6×) f/3.2–5.9             | DIGIC III              | 3.0" 230,000                 | SD, SDHC, MMC, MMC+, HC MMC+       | 102 × 64 × 32                      | 185                 | | Sustituye a la A720 IS, con nuevo diseño más delgado en cubierta, sin controles manuales. |
| A2100 IS                | Abril de 2009       | 12.1 MP 4000 × 3000 1/2.3" CCD  | 36–216 mm (6×) f/3.2–5.9             | DIGIC 4                | 3.0" 230,000                 | SD, SDHC, MMC, MMC+, HC MMC+       | 102 × 64 × 32                      | 185                 | | [ 20 ] |
| A3xxx Series            |                     |                                 |                                      |                        |                              |                                    |                                    |                     | | |
| A3000 IS                | febrero de 2010     | 10.0 MP 3648 × 2736 1/2.3" CCD  | 35–140 mm (4×) f/2.7–5.6             | DIGIC III              | 2.7" 230,000                 | SD, SDHC, SDXC, MMC, MMC+, HC MMC+ | 97 × 58 × 28                       | 125                 | | [ 21 ] |
| A3200 IS                | febrero de 2010     | 12.1 MP 4000 × 3000 1/2.3" CCD  | 35–140 mm (4×) f/2.7–5.6             | DIGIC III              | 2.7" 230,000                 | SD, SDHC, SDXC, MMC, MMC+, HC MMC+ | 97 × 58 × 28                       | 125                 | | [ 21 ] |
| A3300 IS                | enero de 2011       | 16.0 MP                         |                                      | DIGIC 4                | 3" 230,000                   | SD, SDHC, SDXC, MMC, MMC+, HC MMC+ | --                                 | --                  | | [ 22 ] |
| A3100 IS                | enero de 2011       | 14.1 MP                         |                                      | DIGIC 4                | 3" 230,000                   | SD, SDHC, SDXC, MMC, MMC+, HC MMC+ | --                                 | --                  | [ 22 ] | |

## Otras características
Las cámaras tienen la capacidad de captura remota desde una PC bajo un conectorla interfaz USB con el apoyo de la A30, A40, A60, A70, A75, A80, A85 , A95, A300, A310, A400, A510, A520, A620, A640 modelos. Modelos más recientes por lo general no son compatibles con la captura remota.
Muchos equipos de los modelos A450 hasta A720 permiten instalar firmware personalizado (específicamente CHDK) añadiendo soporte para grabar en formato RAW y controlar la cámara desde la PC mediante conexión USB.

## Galería
Las siguientes imágenes fueron tomadas con las cámaras de la serie A.

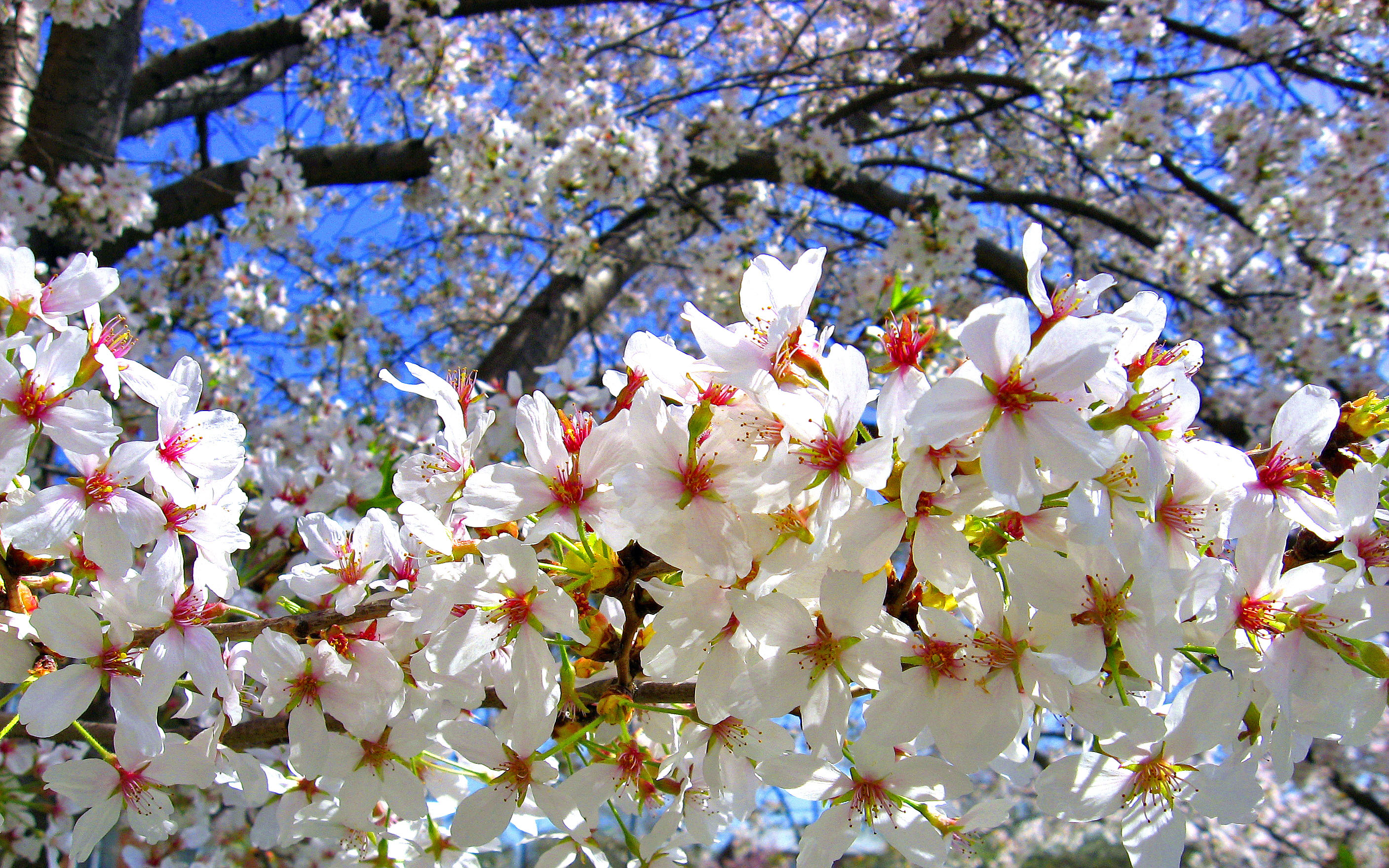
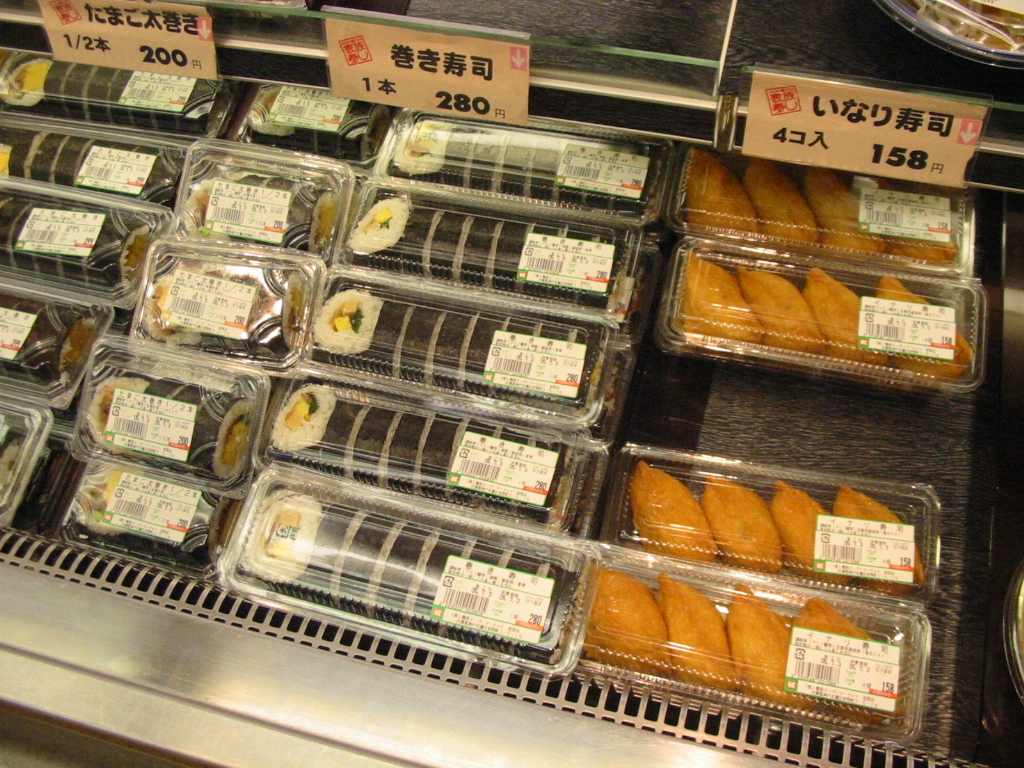
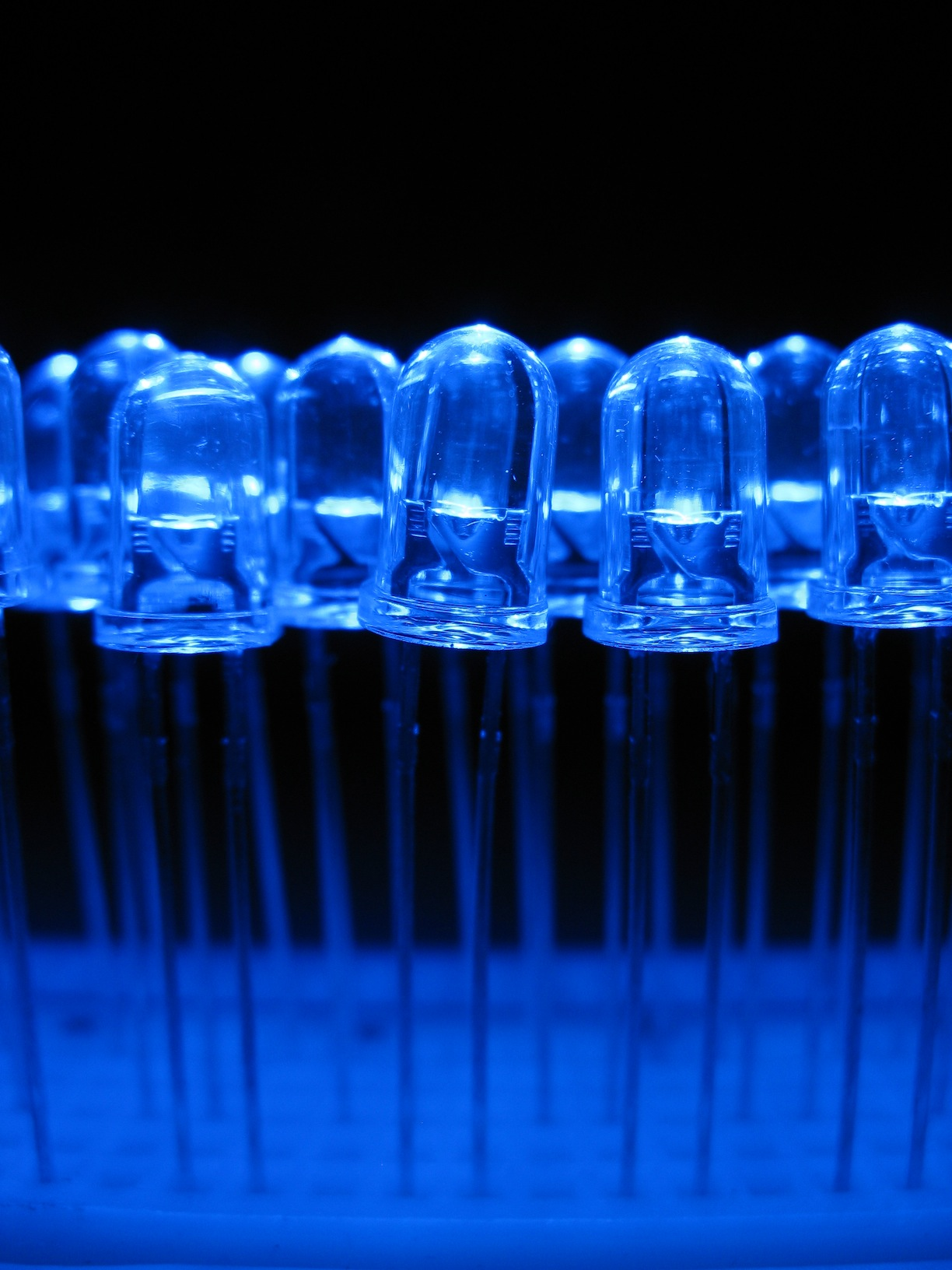